# Megas XLR
Megas XLR — американский анимационный телесериал, запущенный Toonami в Cartoon Network. Произведен в Cartoon Network Studios. Создан Jody Schaeffer и George Krstic. В начале каждой серии звучит opening «Megas XLR Theme (Chicks Dig Giant Robots)», написанный Ragtime Revolutionaries.
В оригинале Lowbrow, пилотная серия была показана на cartoon network летом 2002 в контексте представления нового блока мультиков канала. По опросам зрителей сериал был принят хорошо. Однако выход его задержался, мультфильм появился только в 2004, а уже в 2005 был отменен. Не был показан в кабельной сети США, шёл в Канаде. Доступен для загрузки из Xbox marketplace и iTunes.

## Сюжет
В недалеком будущем на земле идет тяжелая война с инопланетянами, называемыми «the Glorft». Чтобы хоть как-то противостоять захватчикам люди украли у них прототип их робота и модифицировали его для людей, назвав MEGAS (Mechanized Earth Guard Attack System). Также люди выработали план по перемещению Мегаса и его пилота Киву в прошлое с целью помочь людям сражаться в решающий битве, произошедшей всего пару лет назад.
Во время перемещения на штаб сопротивления напали Глорфы и разрушили его, сломав МЕГАСА. В результате ошибки робот был заброшен в 1930 год, и пролежал на свалке возле Нью-Джерси до 2004, пока его не нашёл механик-самоучка Куп и его друг Джейми. Куп починил мегаса, установив ему вместо сломанной головы машину 70-х годов.
Кива, штатного пилота Мегаса, также вернули назад во времени в попытке вернуть робота, но она обнаружила что не может управлять им из-за модификаций Купа. В итоге Куп остался единственным человеком, который может контролировать робота. Пришельцы тоже использовали машину времени, справедливо считая, что в прошлом МЕГАСа будет легче уничтожить. Купу предстоит защитить землю от Глорфов и других космических угроз.